# Академија васпитачко-медицинских струковних студија - Одсек Ћуприја
Академија васпитачко-медицинских струковних студија - Одсек Ћуприја у Ћуприји основана је 1998. године као Виша медицинска школа, решењем Владе Републике Србије. Почела је да ради са три смера, Виша медицинска сестра техничар, Виши физиотерапеут и Виши радиолошки техничар у три учионице и амфитеатру у улици Лоле Рибара 1/2. У току свог развоја школа је отварала нове смерове: Виша гинеколошко акушерска сестра школске 2000/2001. године, Виши медицински техничар инструментар 2002/2003. године, Виши техничар козметичар школске 2003/2004. године када школа прелази на студирање од шест семестара, Виши техничар анестетичар и Виши фармацеутски техничар школске 2005/2006. године.
Школа сада ради у потпуно новој згради од 6300m² у коју се уселила на дан школске славе Свети Јован Златоусти 26. новембра 2005. године. Настава се одвија у једанаест учионица, десет уско специјализованих кабинета за практичну наставу, амфитеатру и у наставним базама: Здравствени центар Ћуприја, КБЦ Србије Београд, ВМА Београд, Дом здравља Ћуприја, Завод за јавно здравље Ћуприја и у бројним бањским центрима у Србији, а међу њима у Специјалној болници Сокобања, Гамзиградска Бања, Врњачка Бања, Рибарска Бања, Нишка Бања.
Школа има високо професионални наставни кадар у звању академика, доктора наука, магистра и специјалисте, који стално раде у школи као и еминентне наставнике ангажоване са других школа, факултета и Војно медицинске академије.
Школа у овом тренутку уписује студенте на пет акредитованих студијских програма основних струковних студија:
- Струковна медицинска сестра
- Струковни физиотерапеут
- Струковни медицински радиолог
- Струковна медицинска сестра бабица
- Струковни фармацеут